# Les Fils de Rome
Les Fils de Rome est une série télévisée d'animation française en 26 épisodes de 26 minutes diffusée à partir du 22 octobre 2000 sur M6.

## Synopsis
Le tyran sanguinaire Domitien est renversé par le Sénat, qui met en place l'empereur Trajan. Les fils de Rome, aidés du jeune Sirius et de sa sœur Sophia, vont défendre les intérêts de la ville de Rome et de l'empereur Trajan car un complot mené par la XVIIIe Légion se trame.

## Voix

### Voix italiennes
- Simone d'Andrea : Sirius
- Diego Sabre : Marco
- Cinzia Massironi : Liana
- Mario Zucca : Pharahon
- Elisabetta Spinelli : Letizia
- Federica Valenti : Sophia sœur de Sirius

## Fiche technique
- Titre : Les Fils de Rome
- Réalisateur : Frédéric Dybowski
- Scénario : Éric Paul Marais, Patrick Galliano, Pascal Bertho, Alain Vallejo
- Directeur d'écriture : Éric Paul Marais
- Sociétés de production : Dargaud Marina, Neuroplanet, Métropole Production
- Genre : animation, peplum
- Nombre d'épisodes : 26
- Durée : 26 min
- Dates de première diffusion :
  -  France : 22 octobre 2000 sur M6
  -  Italie : 21 septembre 2002

## Personnages
- Sirius
- Liana
- Pharahon
- Marco
- Sophia
- Letizia

## Épisodes
1. La Bataille d'Antichos
2. Pharos
3. Les Gladiateurs
4. L'or de la légion
5. La Caravane
6. Le Feu du ciel
7. Le Châtiment des dieux
8. Le Retour des Atlantes
9. Les Montagnes de Suliman
10. L'Épée de Kouban
11. Séréna
12. La Malédiction
13. Le Successeur
14. Le Scarabée d'or
15. Le Fantôme du passé
16. La Guerre des espions
17. Circus Maximus
18. Les Centurions de cendre
19. Tel père, tel fils
20. L'Aigle de Syrie
21. Le Rebelle
22. L'Ombre du général
23. Les Ennemis d'hier
24. La Vallée oubliée
25. La Grande Prophétie
26. Le Réveil de la Gorogone

## Produits dérivés
- 2001 : édition VHS par M6 Interactions